# Königsliste von Den

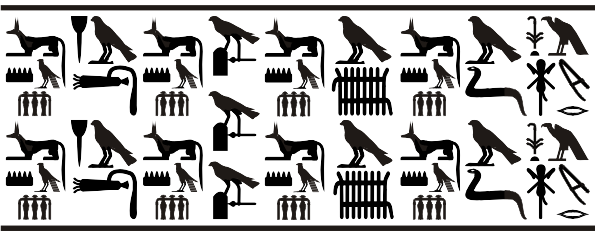
Rekonstruktion des Textes auf dem Siegel

Die Königsliste auf einem Siegel aus dem Grab des Den ist die früheste bekannte Königsliste des Alten Ägypten. Günter Dreyer entdeckte sie 1985 bei einer Ausgrabung der Abteilung Kairo des Deutschen Archäologischen Instituts. Erhalten hat sie sich in Abdrücken eines Rollsiegels aus dem Grab des Königs Den (1. Dynastie), das in der Nekropole Umm el-Qaab bei Abydos (Tomb T) entdeckt wurde. Deshalb bekam dieses Siegel auch in Teilen der wissenschaftlichen Literatur die Bezeichnung „Nekropolensiegel“. Die Abdrücke wurden 1987 von Günter Dreyer veröffentlicht. Die Namensliste ist allerdings selektiv und offenbar der „Narmer-Dynastie“ gewidmet.

## Aufgelistete Namen
Die Namen sind in folgender Reihenfolge aufgeführt:
- Narmer
- Hor-Aha
- Djer
- Djet
- Den
- Merneith (Dens Mutter und Regentin)

Die Liste verstärkt das Argument, dass Narmer der Gründer der Ersten Dynastie war. Von Bedeutung ist auch das Fehlen von Menes, da der wissenschaftliche Konsens annimmt, dass Menes eine spätere Variation von Narmers Namen war.